# Wilhelm Henke (Theologe)

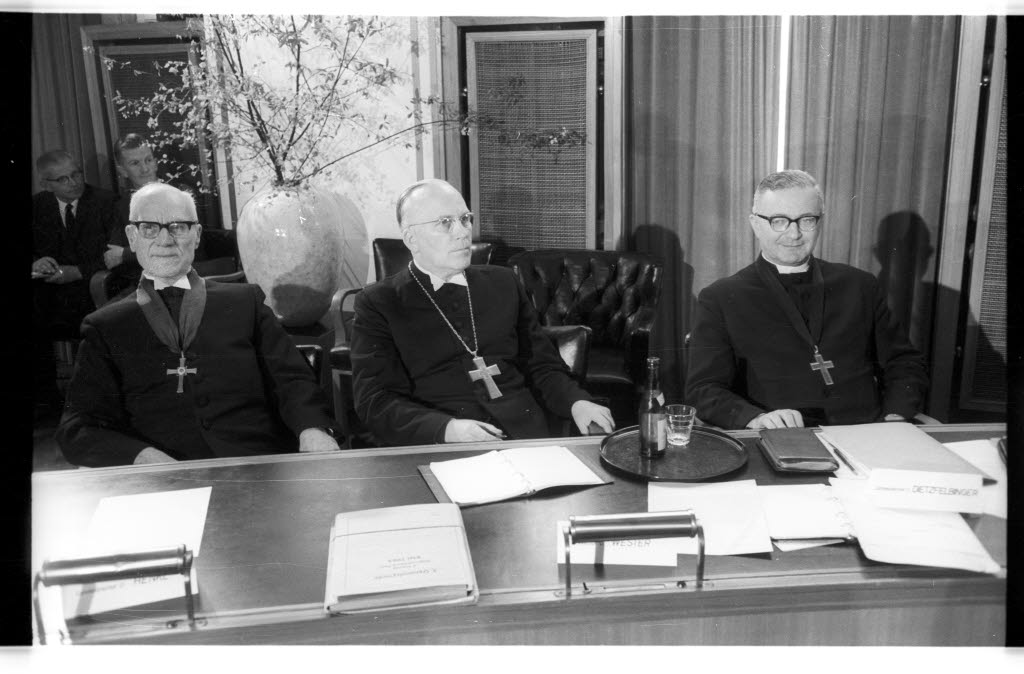
Wilhelm Henke (links) mit Hermann Dietzfelbinger (rechts) und Reinhard Wester (Mitte) auf der Generalsynode der Vereinigten Evangelisch-Lutherischen Kirche Deutschlands (VELKD) in Kiel 1965

Wilhelm Henke (* 23. Juni 1897 in Bevern; † 3. September 1981 in Bückeburg) war ein deutscher Pfarrer, Theologe und ab 1949 Landesbischof der Evangelisch-Lutherischen Landeskirche Schaumburg-Lippe.

## Leben
Wilhelm Henke studierte in Göttingen Evangelische Theologie, kam 1922 als Gauwart der niedersächsischen Bibelkreise höherer Schüler nach Schaumburg-Lippe und wurde 1923 zum Pastor ordiniert. Seine erste Pfarrstelle trat er in Großenheidorn am Steinhuder Meer an. 1924 wurde er Pastor in Altenhagen/Hagenburg, 1929 Oberprediger in Bückeburg und Vikar des damaligen Landessuperintendenten, dem er im September 1933 nachfolgte.
Im Juni 1936 löste er die der Landeskirche im Kirchenkampf aufgezwungenen landeskirchlichen Organe auf und bildete eine neue Kirchenregierung auf dem Boden des lutherischen Bekenntnisses. 1937 gehörte er zu denen, die Die Erklärung der 96 evangelischen Kirchenführer gegen Alfred Rosenberg wegen dessen Schrift „Protestantische Rompilger“ unterzeichneten.
1949 erhielt Henke die Dienstbezeichnung Landesbischof. Als dienstältester Bischof war er seit der Gründung der Vereinigten Evangelisch-Lutherischen Kirche Deutschlands (VELKD) 1948 bis 1949 deren leitender Bischof. Ende April 1966 trat er in den Ruhestand.

## Auszeichnungen
Henke erhielt 1956 die Ehrendoktorwürde der Theologischen Fakultät der Universität Göttingen. Zu seinem 25-jährigen Amtsjubiläum 1958 wurde er mit dem Großen Bundesverdienstkreuz ausgezeichnet.